# Ронсекко
Ронсекко (итал. Ronsecco) — коммуна в Италии, располагается в регионе Пьемонт, в провинции Верчелли.
Население составляет 616 человек (2008 г.), плотность населения составляет 26 чел./км². Занимает площадь 24 км². Почтовый индекс — 13036. Телефонный код — 0161.
Покровителем коммуны почитается святой Лаврентий, празднование 10 августа.

## Демография
Динамика населения:

## Администрация коммуны
- Официальный сайт: